# Audża al-Hafir
Audża al-Hafir (arab. عوجا حفير) – nieistniejąca już arabska wieś, która była położona w Dystrykcie Beer Szewy w Mandacie Palestyny. Wieś została wyludniona i zniszczona podczas I wojny izraelsko-arabskiej (al-Nakba), po ataku Sił Obronnych Izraela w dniu 27 grudnia 1948.

## Położenie
Auja leżała na pustyni Negew, na granicy brytyjskiego Mandatu Palestyny z Egiptem.

## Historia

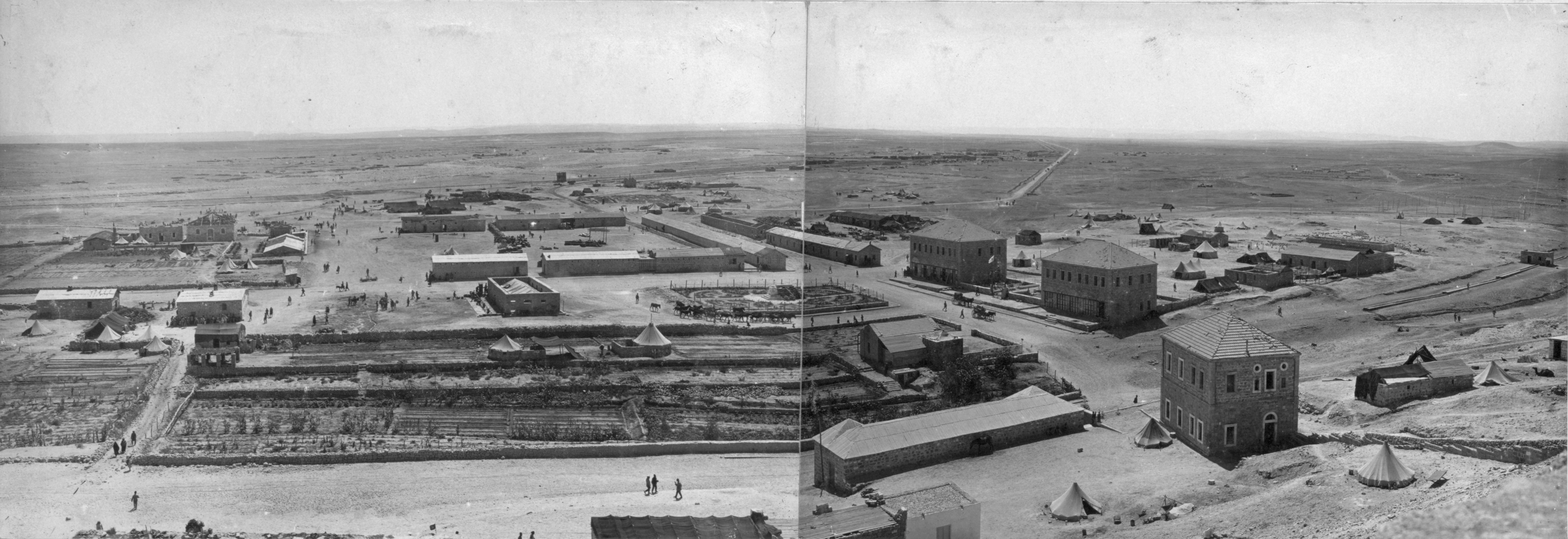
Turecki obóz wojskowy w Audży, 1915

Audża al-Hafir była strategicznie położonym węzłem drogowym na granicy pustyni Negew i półwyspu Synaj. Znajdował się on na terenach beduińskiego plemienia Azzazma, które korzystało z tutejszej studni. W XIX wieku przebiegała tędy granica pomiędzy Imperium osmańskim a Egiptem. Przed I wojną światową Turcy utworzyli tutaj bazę wojskową. W połowie stycznia 1915 armia turecka wykorzystała Audżę jako miejsce wyprowadzenia nieudanego natarcia w kierunku na Kanał Sueski. Przebiegała tędy jedyna asfaltowa droga łącząca Palestynę z Egiptem (do 1948). W okresie brytyjskiego Mandatu Palestyny istniał tutaj obóz jeniecki. Gdy w listopadzie 1947 wybuchła wojna domowa w Mandacie Palestyny rejon Audża al-Hafir, był obszarem działania beduińskich milicji. Gdy wybuchła I wojna izraelsko-arabska, cały ten obszar zajął oddział egipskich ochotników Bractwa Muzułmańskiego. Prowadząca tędy droga była wykorzystywana przez armię egipską do transportu uzupełnień i zaopatrzenia z głównej bazy w Arisz dla wschodniego skrzydła wojsk operujących w obszarze Hebronu i Betlejem. Pod koniec grudnia 1948 Izraelczycy przeprowadzili operację Horew, podczas której doszło do bitwy o Audżę (26-27 grudnia). W jej wyniku izraelskie jednostki zmechanizowane wywalczyły sobie otwartą drogę na Synaj. Kontynuowane tędy natarcie na Abu Ageila i Arisz doprowadziło do ogłoszenia zawieszenia broni na froncie południowym.
Gdy 24 lutego 1949 nastąpiło podpisanie rozejmu izraelsko-egipskiego, w obszarze Auja utworzono strefę zdemilitaryzowaną. Swoją siedzibę miała tutaj Mieszana Komisja Rozejmu (IEMAC; ang. Israel/Egypt Mixed Armistice Commission). Nadzór nad przestrzeganiem warunków rozejmu sprawowali obserwatorzy sił UNTSO. Pomimo to, w dniu 28 września 1953 izraelska armia utworzyła wojskowy punkt obserwacyjny Ktzi'ot, z którego monitorowała cały obszar strefy Audża. Następnie, 21 września 1955 Izrael zmilitaryzował obszar strefy. Podczas kryzysu sueskiego w 1956 całość strefy została zajęta przez izraelskie wojska. Po ogłoszeniu rozejmu i wycofaniu izraelskich sił, strefa Audża przeszła pod kontrolę międzynarodowych sił UNEF. Po wojnie sześciodniowej w 1967 strefę Audża włączono w granice państwa Izrael.

## Miejsce obecnie
Na gruntach należących do Audży powstała w 1987 wieś Niccana.